# Давід Н'Гог
Давід Н'Гог (фр. David N'Gog, нар. 1 квітня 1989, Женнвільє) — французький футболіст, нападник клубу «Росс Каунті».

## Клубна кар'єра
Вихованець футбольної школи клубу «Парі Сен-Жермен». Дорослу футбольну кар'єру розпочав 2006 року в основній команді того ж клубу, в якій провів два сезони, взявши участь у 18 матчах чемпіонату. 
Своєю грою за цю команду привернув увагу представників тренерського штабу клубу «Ліверпуль», до складу якого приєднався 2008 року. Відіграв за мерсісайдців наступні три сезони своєї ігрової кар'єри.
2011 року уклав контракт з клубом «Болтон Вондерерз», у складі якого провів наступні три роки своєї кар'єри гравця. Протягом 2014—2014 років захищав кольори команди клубу «Свонсі Сіті».
До складу клубу «Реймс» приєднався 2014 року. Після успішного сезону 2014/15 (7 голів у 28 матчах) втратив місце в основному складі клубу та влітку 2016 перейшов до грецького «Паніоніоса». У клубі з передмістя Афін Н'Гог грав мало, провівши на полі лише 199 хвилин за сезон, і влітку 2017 став вільним агентом.
З січня 2018 виступає за шотландський «Росс Каунті».

## Виступи за збірну
Протягом 2008–2010 років залучався до складу молодіжної збірної Франції. На молодіжному рівні зіграв у 17 офіційних матчах, забив 3 голи.

## Статистика виступів

### Статистика клубних виступів
| Сезон               | Команда             | Чемпіонат           | Чемпіонат | Чемпіонат | Національний кубок | Національний кубок | Національний кубок | Континентальні кубки | Континентальні кубки | Континентальні кубки | Інші змагання | Інші змагання | Інші змагання | Усього | Усього |
| Сезон               | Команда             | Ліга                | Ігор      | Голів     | Ліга               | Ігор               | Голів              | Ліга                 | Ігор                 | Голів                | Ліга          | Ігор          | Голів         | Ігор   | Голів  |
| ------------------- | ------------------- | ------------------- | --------- | --------- | ------------------ | ------------------ | ------------------ | -------------------- | -------------------- | -------------------- | ------------- | ------------- | ------------- | ------ | ------ |
| 2006–07             | Парі Сен-Жермен     | Л1                  | 4         | 0         | КФ+КЛ              | 1+0                | 0                  | КУЄФА                | 1                    | 0                    | -             | -             | -             | 6      | 0      |
| 2007–08             | Парі Сен-Жермен     | Л1                  | 14        | 1         | КФ+КЛ              | 5+0                | 2+0                | -                    | -                    | -                    | -             | -             | -             | 19     | 3      |
| Усього за ПСЖ       | Усього за ПСЖ       | Усього за ПСЖ       | 18        | 1         |                    | 6                  | 2                  |                      | 1                    | 0                    |               |               |               | 25     | 3      |
| 2008–09             | Ліверпуль           | ПЛ                  | 14        | 2         | КА+КЛ              | 0+2                | 0                  | ЛЧ                   | 3                    | 1                    | -             | -             | -             | 19     | 3      |
| 2009–10             | Ліверпуль           | ПЛ                  | 24        | 5         | КА+КЛ              | 2+2                | 0+1                | ЛЧ+ЛЄ                | 3+6                  | 1+1                  | -             | -             | -             | 37     | 8      |
| 2010–11             | Ліверпуль           | ПЛ                  | 25        | 2         | КА+КЛ              | 1+1                | 0+1                | ЛЄ                   | 11                   | 5                    | -             | -             | -             | 38     | 8      |
| Усього за Ліверпуль | Усього за Ліверпуль | Усього за Ліверпуль | 63        | 9         |                    | 8                  | 2                  |                      | 23                   | 8                    |               |               |               | 94     | 19     |
| 2011–12             | Болтон Вондерерз    | ПЛ                  | 33        | 3         | КА+КЛ              | 4+2                | 1+0                | -                    | -                    | -                    | -             | -             | -             | 39     | 4      |
| 2012–13             | Болтон Вондерерз    | Чемпіоншип          | 31        | 8         | КА+КЛ              | 2+0                | 0                  | -                    | -                    | -                    | -             | -             | -             | 33     | 8      |
| Усього за Болтон    | Усього за Болтон    | Усього за Болтон    | 64        | 11        |                    | 8                  | 1                  |                      |                      |                      |               |               |               | 72     | 12     |
| Усього за кар'єру   | Усього за кар'єру   | Усього за кар'єру   | 145       | 21        |                    | 22                 | 5                  |                      | 24                   | 8                    |               |               |               | 191    | 34     |

## Досягнення
- Володар Кубка французької ліги (1):

ПСЖ: 2007-08
- Володар Суперкубка Литви (1):

«Жальгіріс»: 2020